# Akademiegebäude Bismarckstraße

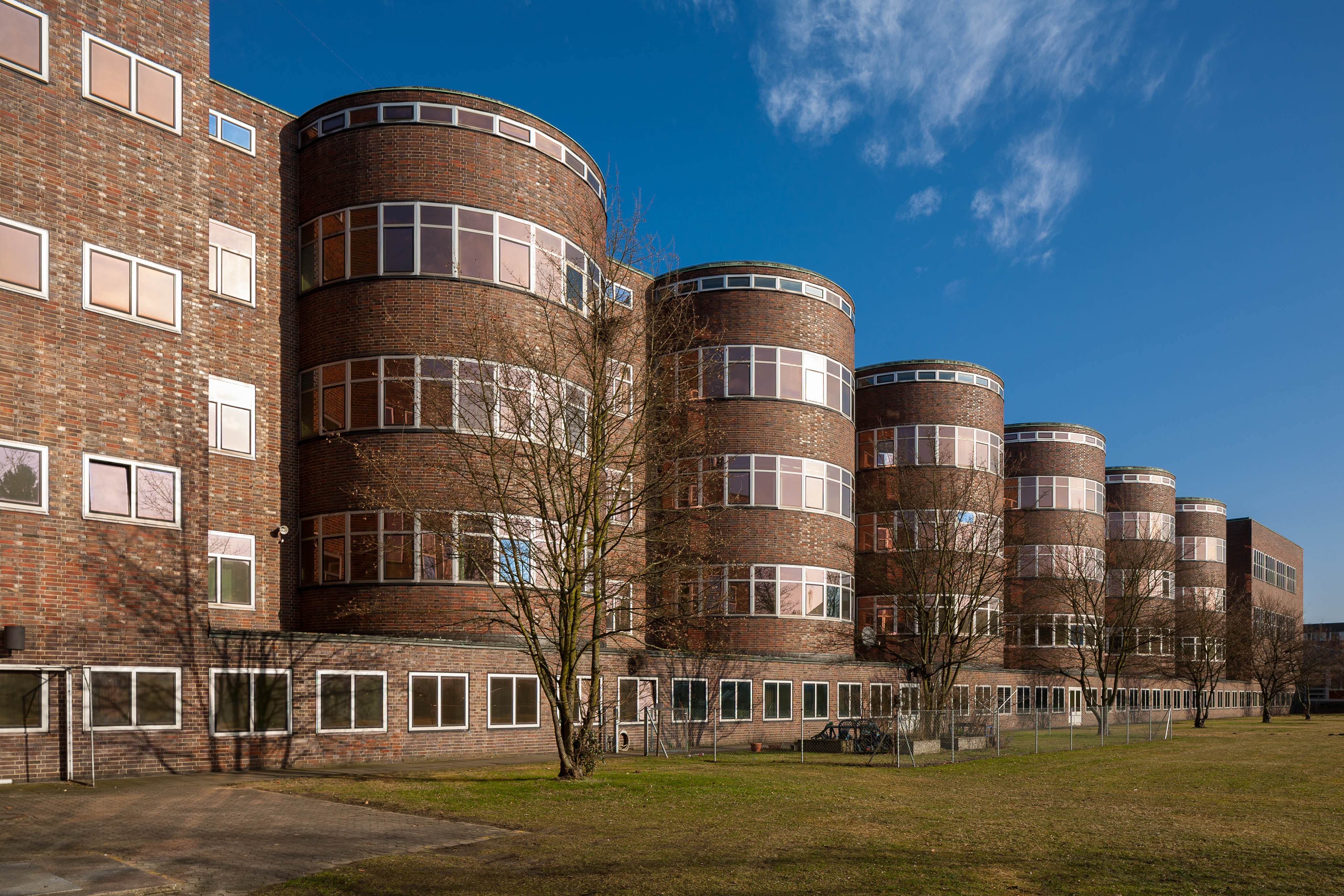
Südseite des Akademiegebäudes an der Bismarckstraße mit den typischen Seminarrundbauten

Das Akademiegebäude Bismarckstraße ist ein 1935 eingeweihter Gebäudekomplex in der Südstadt von Hannover. Den denkmalgeschützten Klinkerbau nutzt derzeit (2013) die Hochschule Hannover. Zuvor war darin die Universität Hannover ansässig, diese beheimatete ab 1978 an der Bismarckstraße den aus der Pädagogischen Hochschule hervorgegangenen Fachbereich Erziehungswissenschaften I, der im Jahr 2005 geschlossen und teilweise nach Hildesheim verlegt wurde.

## Geschichte
Mit der Neuordnung der Weimarer Republik regte 1920 der einflussreiche Pädagoge Eduard Spranger an, reichsweit eine eigene Hochschulform für die Lehrerausbildung zu schaffen, die neben der Universität und der Technischen Hochschule existieren sollte. Um ihre Eigenständigkeit zu fördern, sollte in Hannover diese Pädagogische Hochschule in Neubauten untergebracht werden. Als Architekt wurde Franz Erich Kassbaum beauftragt. Am 28. Mai 1929 erfolgte die Grundsteinlegung in der Südstadt, die hannoversche Pädagogische Akademie war für 300 Studenten und 24 Dozenten geplant. 1931 stellte Preußen die Bauarbeiten am „neuartigen Bildungszentrum“ wieder ein – Ursache waren die Weltwirtschaftskrise, Sparzwänge der preußischen Regierung und ein Lehrerüberschuss. Die Pädagogische Akademie selbst wurde mit dem Wintersemester 1931/32 geschlossen.
1933 setzten die Nationalsozialisten den Rohbau unter Bernhard Rust fort. Der ehemalige Studienrat aus Hannover war seit 1928 Gauleiter von Südhannover-Braunschweig, 1934 stieg er zum Reichsminister für Wissenschaft, Erziehung und Volksbildung auf. Ab 1934 lernten 175 Studentinnen an der einzigen „Hochschule für Lehrerinnenbildung“ (HfL) im Deutschen Reich. Allerdings gelang es erst 1935, das Gebäude fertigzustellen. Bis dahin absolvierten die Studentinnen ein „improvisiertes Praktikum“ in der Südheide.
1941 degradierte der Staat die HfL zur Lehrerinnenbildungsanstalt (LBA), Hitlerjugend und Partei begannen bereits 14-jährige Mädchen zu prüfen, ob sie sich als Lehrerinnen (ohne Abitur) eigneten. Da die Anstalt bei den Luftangriffen auf Hannover
wiederholt getroffen wurde, stellte man 1944 den Betrieb an der Bismarckstraße ein.
1946 wurde die Lehrerausbildung wiederaufgenommen. Die Pädagogische Hochschule (PH) konnte anfangs jedoch nur einen Teil der Räume nutzen, da auch die britische Besatzungsmacht und der Norddeutsche Rundfunk sich in dem Gebäude eingerichtet hatten. Die „Minister-Becker-Hochschule“ wurde 1969 mit den übrigen PH ganz Niedersachsens zur Pädagogischen Hochschule Niedersachsen zusammengefasst, ehe 1978 die Einrichtung an der Bismarckstraße der Universität Hannover unterstellt wurde. Das niedersächsische Hochschulgesetz bestimmte, die Pädagogische Hochschule dem Fachbereich Erziehungswissenschaften zuzuordnen.

## Baubeschreibung

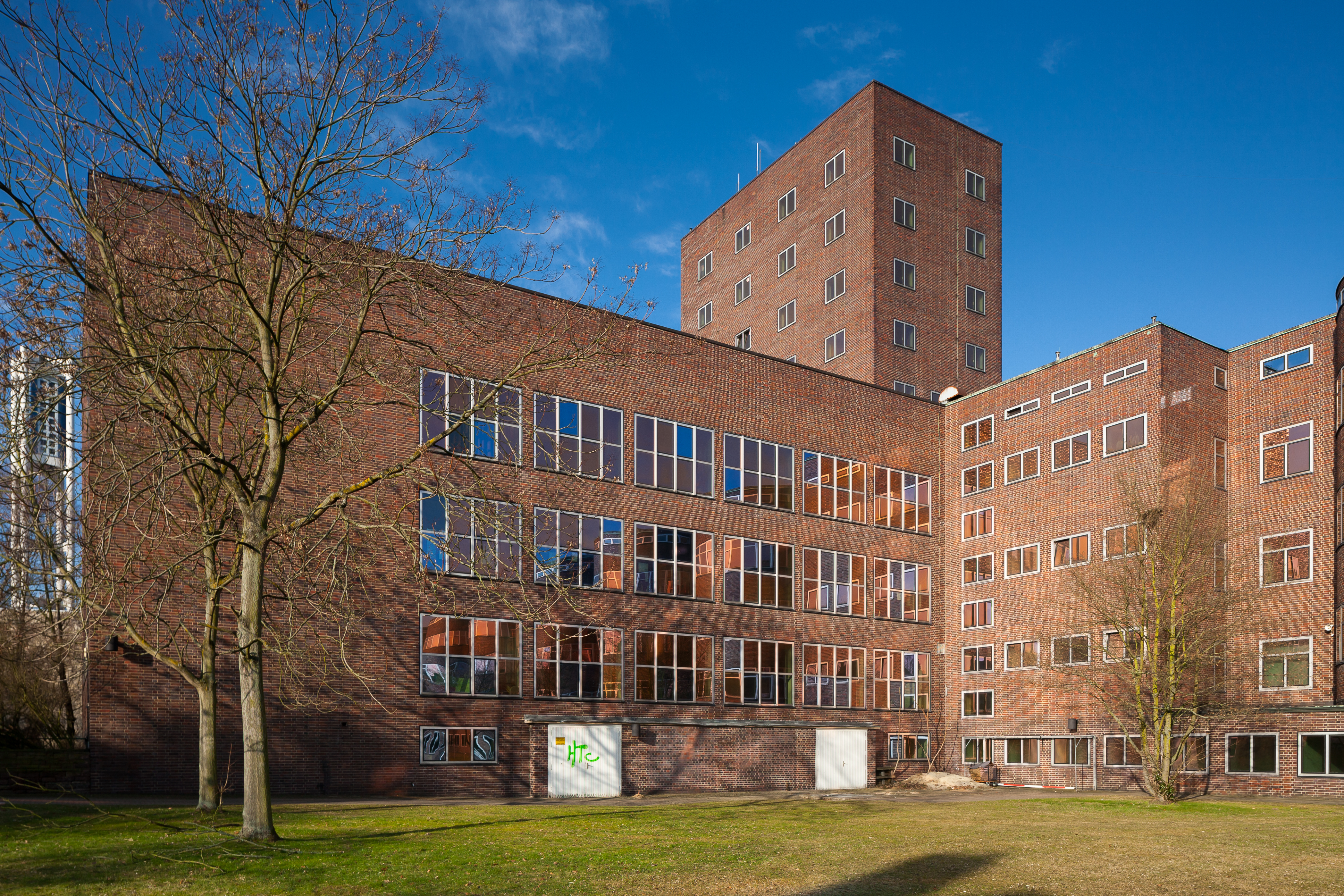
Westliches Ende des Gebäudekomplexes mit dem zehngeschossigen Musikturm

Sachlichkeit und Funktionalität prägen den mit roten Klinkern verkleideten Gebäudekomplex. Das Ensemble setzt sich zusammen aus unterschiedlich großen, asymmetrischen Baukörpern mit flachen Dächern, die entlang der Längsachse aufgereiht sind. Das Akademiegebäude ähnelt damit gleichzeitigen Bauten in Bonn, Halle oder Essen. Anders als diese ist bei dem hannoverschen Gebäude die Fassade (wie generell bei Klinkerbauten in Norddeutschland) unverputzt. Entgegen dem ursprünglichen Entwurf wählte man auf Wunsch der Stadt die Klinkerbauweise, die Stadt passte so das Akademiegebäude der damals typischen Wohnbebauung in der Südstadt an. Einzigartig für den hannoverschen Bau sind die halbrunden Seminarräume: Als wichtiges Element in der Lehrerausbildung sah man seinerzeit Seminargruppen an, in denen sich der Dozent mitten unter seinen Studenten befinden und nicht von einem Katheder aus lehren sollte. Diese Einstellung spiegelt sich in der Form der Seminarräume wider. Allerdings verspotteten die Studenten der Nachkriegszeit die vorstehenden Seminarrundbauten als Elefantenklos. Ein weiteres für den Entwurf charakteristisches Element ist der 34 m hohe, zehngeschossige Musikturm. Damit vermied man beim Musizieren eine Geräuschbelästigung anderer Unterrichtsgruppen. Als Bauleiter des Akademiegebäudes fungierte zunächst der Architekt Franz Erich Kassbaum, der jedoch 1930 bei einem Autounfall in unmittelbarer Nähe der Baustelle starb. Die Bauleitung übernahm dann Willi Palaschewski.
Wegen Raumnot erweiterte man zwischen 1961 und 1975 das Ensemble durch mehrere Neubauten in östliche Richtung. Diese sind von uneinheitlicher Gestalt, da sie nach und nach ohne Gesamtplanung entstanden. Auch erreichen die Neubauten nicht die architektonische Qualität des ursprünglichen Akademiegebäudes.

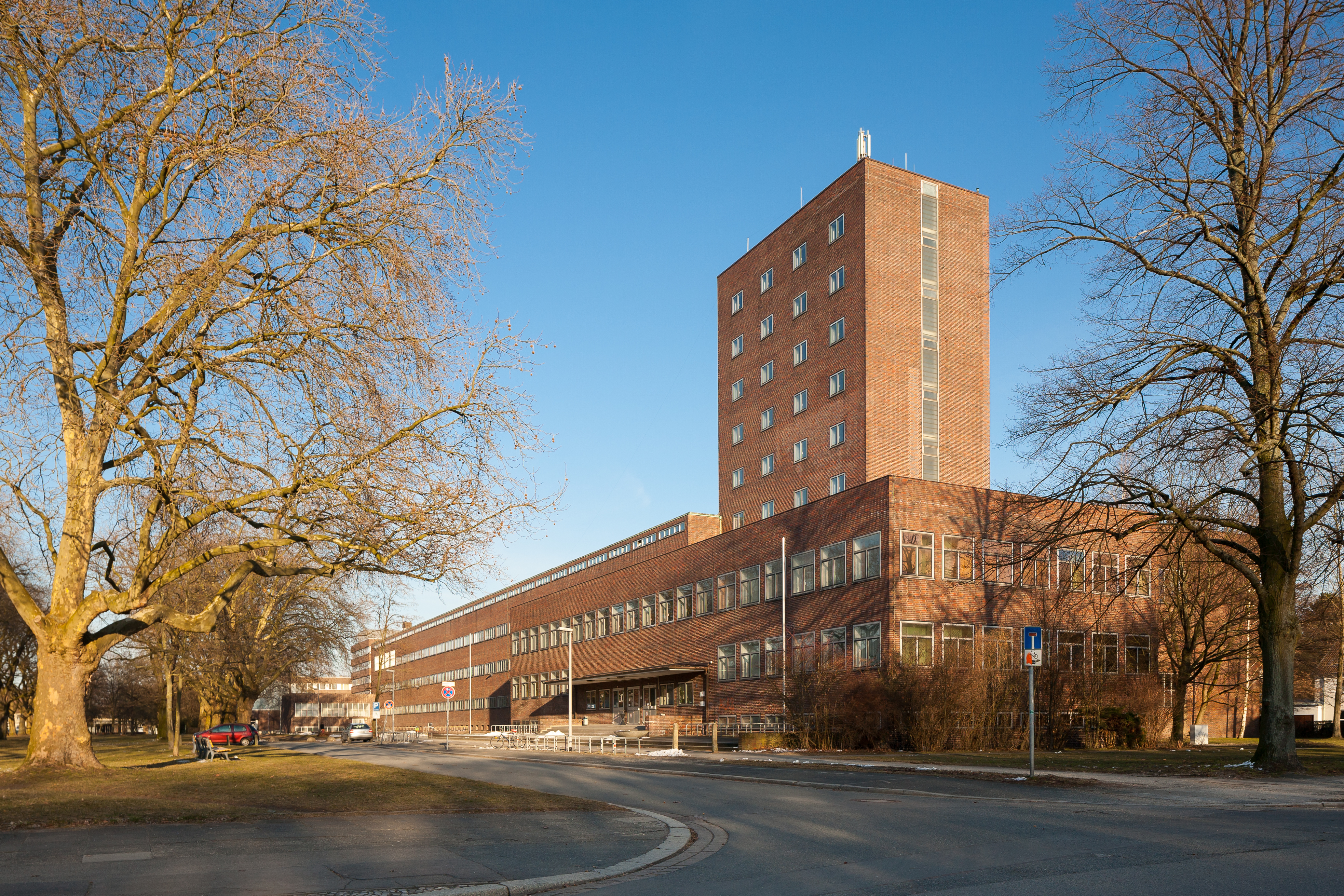
Nordseite des Akademiegebäudes, Ansicht von Nordwesten
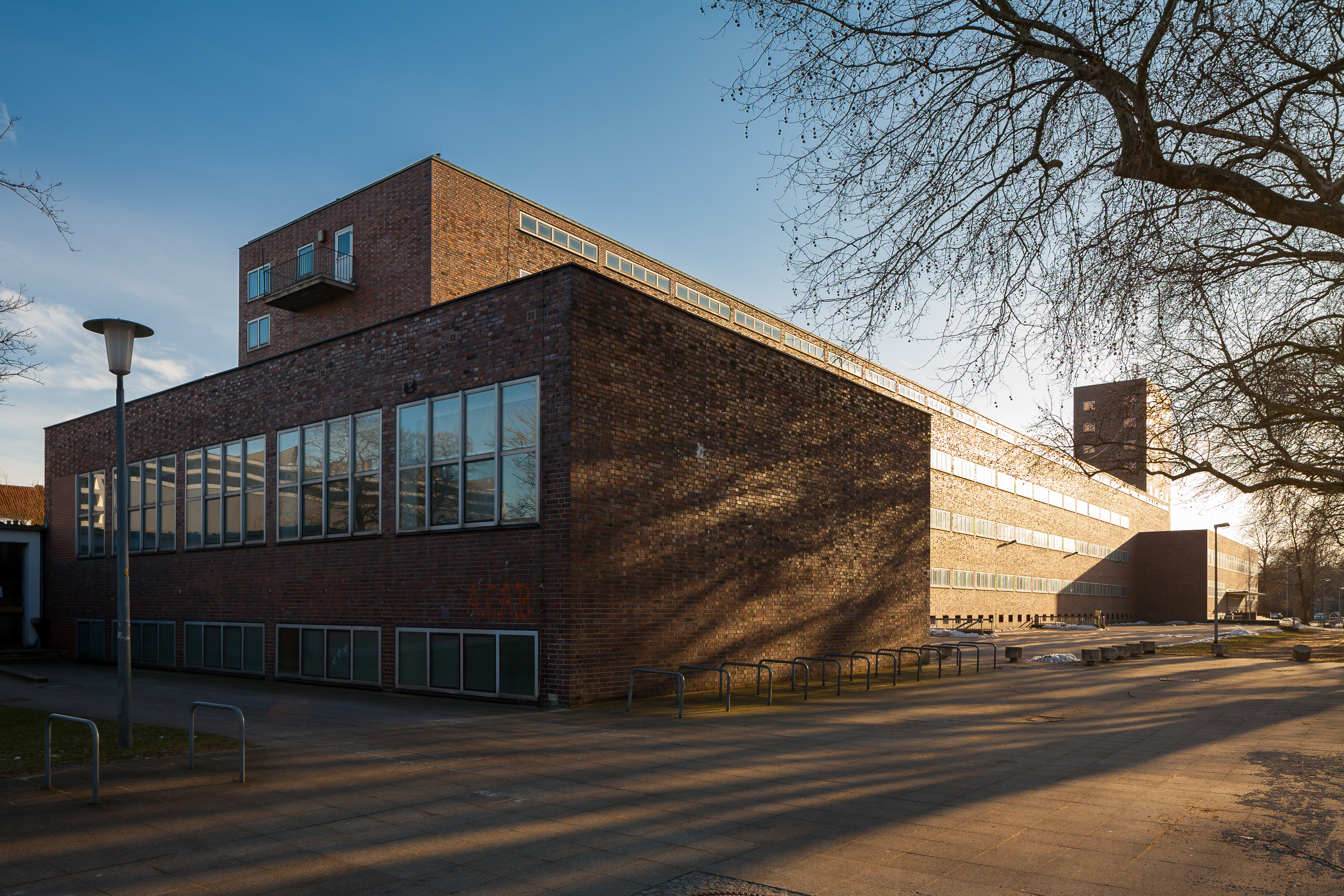
Nordseite des Akademiegebäudes, Ansicht von Nordosten
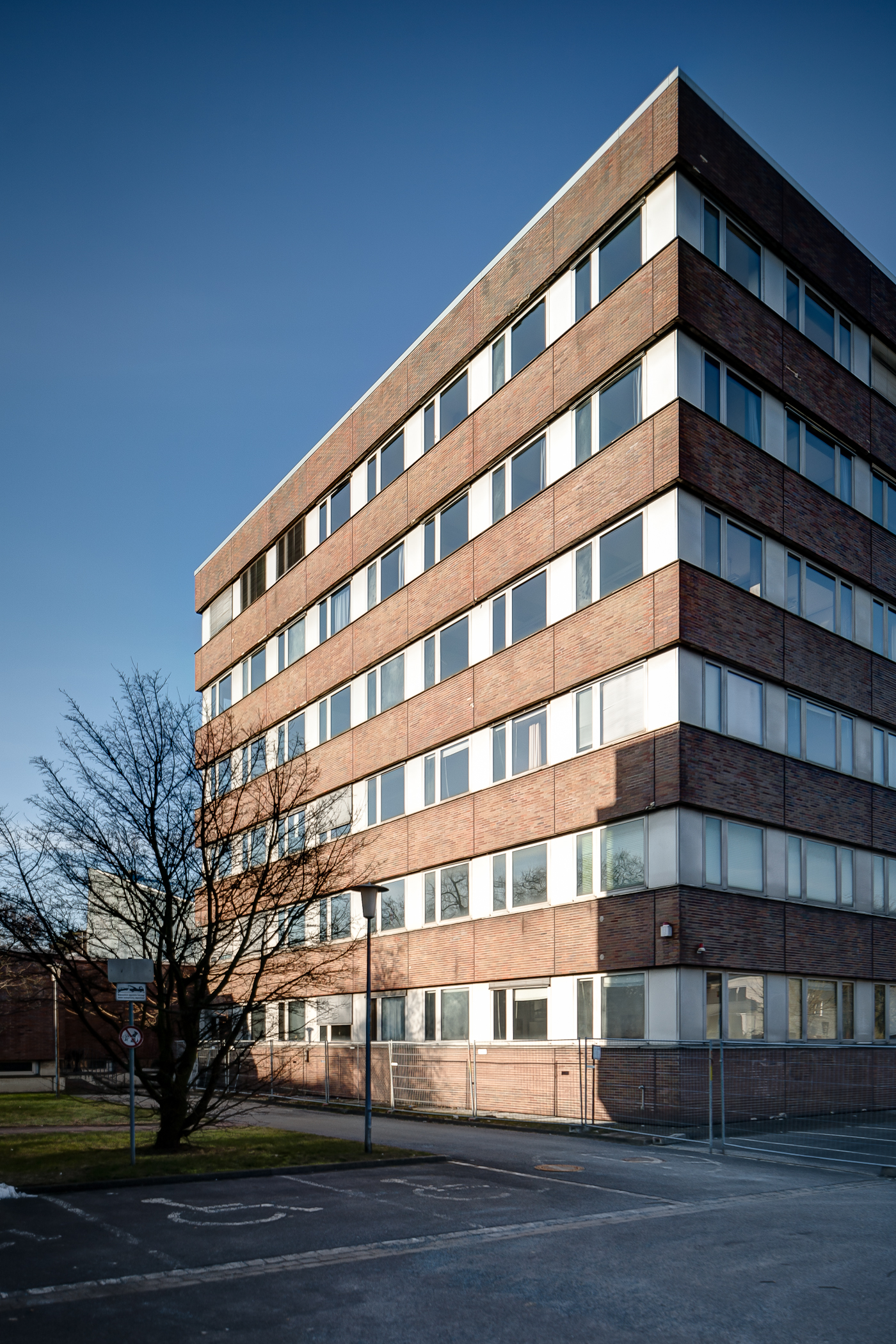
Einer der Erweiterungsbauten am östlichen Ende des Ensembles
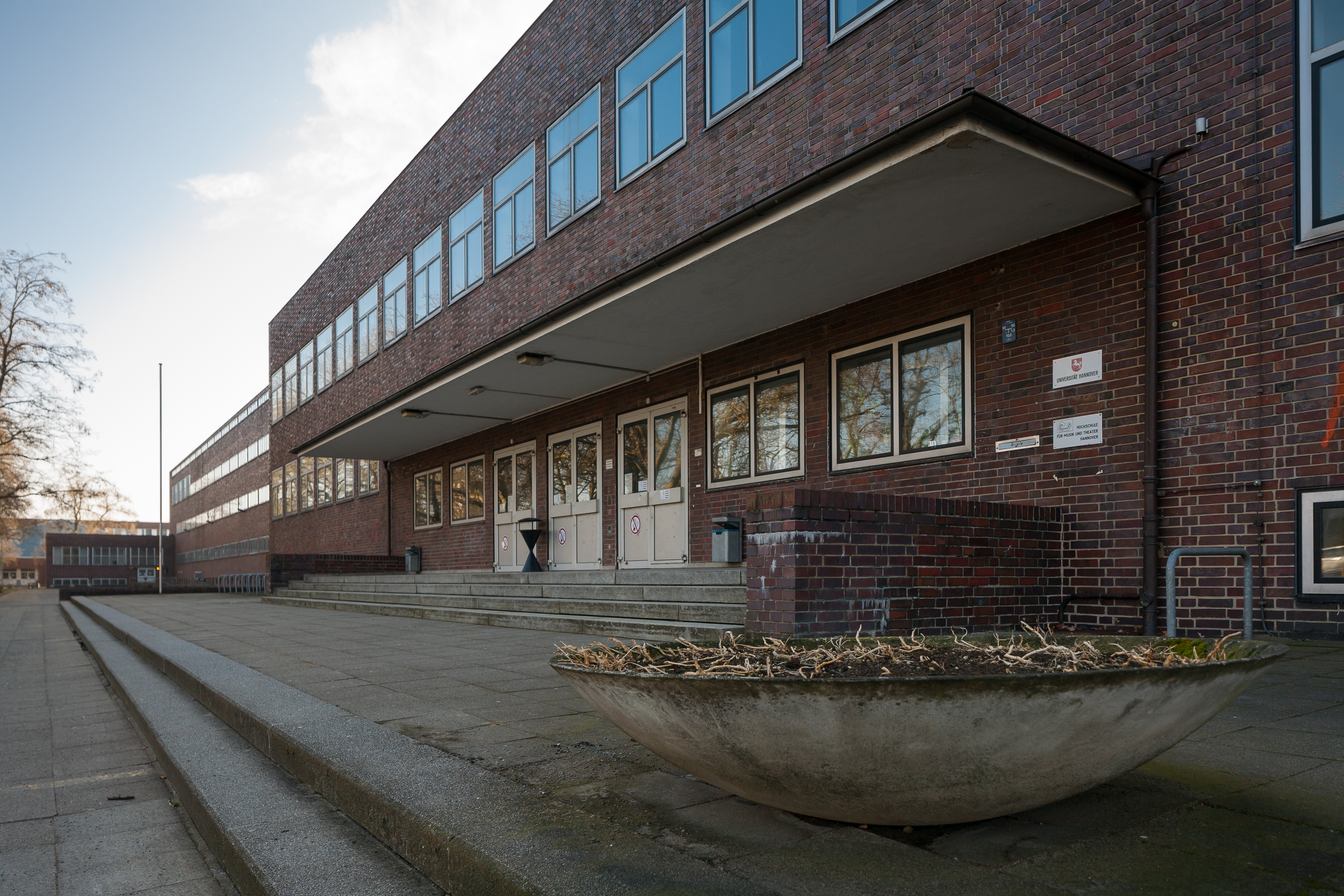
Eingang an der Nordseite im März 2013: Entgegen der Beschilderung wird das Gebäude nicht mehr von der Universität Hannover genutzt

## Zukünftige Nutzung
Im Juni 2012 entschied das Präsidium der Hochschule Hannover, ihre sechs Standorte auf drei zu reduzieren. An der Bismarckstraße könnten ab 2016/17 mehrere Institute dauerhaft untergebracht werden, darunter die Fakultät für Elektro- und Informationstechnik und die Fakultät für Diakonie, Gesundheit und Soziales. Allerdings müsse der Gebäudekomplex zuvor für ca. 50 Millionen Euro umgebaut werden. Da sich die Studentenschaft bei der Entscheidung übergangen sah, kam es zu heftigen Protesten.